# Cesare De Sanctis (ami de Verdi)
Cet article concerne l'ami napolitain de Giuseppe Verdi. Pour le compositeur et chef d'orchestre romain, voir Cesare De Sanctis (musicien).
Cesare De Sanctis (Rome ? - Naples, mars 1881) est un homme d'affaires italien ami de Giuseppe Verdi. 

## Biographie
Cesare (dit Cesarino) De Sanctis est né à Rome. Sa date de naissance n'est pas connue. Ami de Salvatore Cammarano, librettiste d'Alzira créé à Naples en 1845, qui l'introduisit auprès de Giuseppe Verdi en 1849, ce n'était pas un musicien mais un homme d'affaires pétri de culture, membre d'un groupe d'admirateurs napolitains du maestro.  
Il servit d'intermédiaire entre Verdi et ses différents interlocuteurs, d'agent de renseignements et d'agent immobilier lors des séjours parthénopéens du compositeur et de son épouse, depuis le projet rendu impossible par la censure de monter Le roi s'amuse (qui n'était pas encore devenu Rigoletto) au Teatro San Carlo jusqu'à son abandon par Verdi lorsque, au milieu des années 1870, De Sanctis fut frappé par une banqueroute. Comme il arrivait souvent avec le compositeur, intransigeant sur la gestion de sa fortune et impitoyable pour les amis tombés en disgrâce (Léon Escudier, Camille du Locle, subirent le même sort, comme Angelo Mariani pour d'autres motifs), leur amitié fut mise à mal à cause des difficultés de De Sanctis à rembourser un prêt consenti par Verdi qui accorda néanmoins la liquidation de la dette sous la forme d'un envoi régulier de pâtes napolitaines. Giuseppe Verdi exprima cependant une peine sincère à la disparition de son « povero Cesarino ». 
Verdi fut le parrain de son fils, né d'un premier mariage, le peintre Giuseppe De Sanctis. D'un second mariage, il eut un autre fils, prénommé Carlos. 
Leur correspondance de près de 250 lettres réunies par Alessandro Luzio dans le premier volume des Carteggi verdiani apporte un intéressant éclairage sur la genèse d' Un ballo in maschera, de Don Carlos ou d'Aida.